# Jan-Krzysztof Duda
Jan Krzysztof Duda (sinh 26 tháng 4 năm 1998) là một kỳ thủ cờ vua Ba Lan. Được đánh giá là một thần đồng cờ vua, anh đạt được danh hiệu đại kiện tướng năm 2013, khi mới bước qua tuổi 15. Duda là nhà vô địch quốc gia năm 2018, từng vô địch cờ nhanh châu Âu, á quân cờ chớp châu Âu và thế giới, kỳ thủ số 1 Ba Lan và kỳ thủ trẻ số 1 thế giới.

## Sự nghiệp cờ vua

### Thời gian đầu
Năm 2008, Duda vô địch trẻ thế giới ở hạng tuổi không quá 10 (U-10) và được nhận danh hiệu Kiện tướng FIDE. Năm 2012, Duda vô địch U-18 quốc gia ở Solina khi mới có 14 tuổi. Cùng năm anh vô địch trẻ châu Âu hạng U-14 ở Praha.

### Giải vô địch quốc gia
Tháng 5 năm 2018, Duda vô địch quốc gia với điểm số 6½/9 (+4–0=5), hơn á quân Kacper Piorun một điểm. Trong 4 ván thắng có các ván thắng trước Piorun và Wojtaszek.

### Giải vô địch châu lục
Tháng 12 năm 2014, Duda vô địch cờ nhanh và á quân cờ chớp châu Âu được tổ chức ở Wrocław, Ba Lan.

### Giải vô địch thế giới
Tháng 8 năm 2013 Duda nhận được suất đề cử của chủ tịch FIDE để tham dự Cúp cờ vua thế giới 2013 khi mới 15 tuổi. Anh có tham dự thêm các Cúp cờ vua thế giới 2017 và 2019, với thành tích cao nhất là vào đến vòng bốn năm 2019
Tháng 9 năm 2015 Duda đồng điểm hạng nhất với Mikhail Antipov tại Giải vô địch cờ vua thanh niên thế giới ở Khanty-Mansiysk, Nga, nhận huy chương bạc do kém hệ số phụ.
Tháng 12 năm 2018 Duda giành ngôi á quân tại Giải vô địch cờ chớp thế giới ở Sankt Peterburg với điểm số 16½/21 (+15–3=3), kém nhà vô địch Magnus Carlsen nửa điểm.
Năm 2019 Duda giành quyền dự FIDE Grand Prix 2019 nằm trong hệ thống Giải vô địch cờ vua thế giới 2020 với tư cách là suất dự bị thứ ba. Thành tích tốt nhất của anh trong chuỗi giải là á quân giải Hamburg vào tháng 11. Chung cuộc anh đứng hạng 5 Grand Prix.

### Các giải mở
Năm 2012, anh đồng vô địch với Jan Krejčí tại Giải cờ vua Mùa hè Olomouc.

### Các giải mời
Tháng 7 năm 2015 Duda vô địch giải đấu vòng tròn Lake Sevan ở Martuni, Armenia.
Tháng 7 năm 2018, Duda tham dự Giải cờ vua Dortmund lần thứ 46, xếp hạng tư chung cuộc với điểm số 4/7 (+2–1=4).
Tháng 1 năm 2020 Duda tham dự Giải cờ vua Tata và kết thúc ở vị trí thứ tám với 6½/13 (+1-1=11), đồng điểm với cựu vua cờ Viswanathan Anand và tài năng trẻ Alireza Firouzja.
Ở các giải cờ trực tuyến lớn anh cũng được mời tham dự như Speed Chess Championship, Magnus Carlsen Tour, Champions Chess Tour 2021... Năm 2018 Duda vào đến bán kết Speed Chess Championship sau khi thắng Karjakin và Grischuk, dừng bước sau khi thua So.

### Giải đồng đội
Từ năm 2014, khi 16 tuổi, Duda bắt đầu tham dự Olympiad cờ vua cùng tuyển Ba Lan. Ở kỳ Olympiad đó, Duda là kỳ thủ duy nhất đội thi đấu đủ 11 ván với kết quả tốt là 8,5 điểm. Sau 3 kỳ Olympiad, thành tích tốt nhất anh đạt được cùng đội tuyển là hạng 4 năm 2018. Tại giải đấu đó, anh ngồi bàn 1 gặp 8 đối thủ có Elo trên 2700, trong đó thắng Ivanchuk, cầm hòa hai đối thủ có Elo trên 2800 là Caruana và Mamedyarov. Tại Olympiad cờ vua online năm 2020, Duda cùng đội Ba Lan giành huy chương đồng sau khi thua Ấn Độ ở bán kết.

### Thành tích
Vào tháng 5 năm 2013, Duda đạt được chuẩn đại kiện tướng cuối cùng ở Giải vô địch cờ vua cá nhân châu Âu khi 15 tuổi 21 ngày. Anh trở thành đại kiện tướng trẻ thứ hai thế giới tại thời điểm đó. Duda cũng là kỳ thủ Ba Lan trở thành đại kiện tướng trẻ thứ hai trong lịch sử, sau Dariusz Świercz.
Tháng 7 năm 2017, Duda trở thành kỳ thủ U-20 Ba Lan đầu tiên có Elo vượt 2700. Với Elo 2707, anh là kỳ thủ số hai Ba Lan thời điểm này. Tháng 7 năm 2018 Duda trở thành kỳ thủ số 1 Ba Lan và số 1 trẻ thế giới, lần lượt vượt qua Wojtaszek và Vi Dịch ở hai bảng xếp hạng. Nhờ thành tích á quân cờ chớp thế giới 2018 nên vào tháng 1 năm 2019, Duda trở thành kỳ thủ Ba Lan đầu tiên có Elo cờ chớp vượt 2800.
Ngày 10 tháng 10 năm 2020, Duda đánh bại Magnus Carlsen ở Giải cờ vua Na Uy tại Stavanger, kết thúc chuỗi 125 ván bất bại của Carlsen ở thể thức cờ tiêu chuẩn.

## Đời tư
Duda là sinh viên của Đại học Giáo dục thể chất ở Kraków. Anh thích nghe nhạc Beethoven, Mozart và Queen.